# Philarète Chasles
Pour les articles homonymes, voir Chasles.
Philarète Euphémon Chasles, né à Mainvilliers (Eure-et-Loir) le 15 vendémiaire an VII (6 octobre 1798), selon son acte de naissance établi avec le calendrier républicain,, et mort à Venise le 18 juillet 1873, est un homme de lettres et journaliste français, auteur de nombreuses études littéraires, en particulier sur la littérature de langue anglaise, qu’il a beaucoup contribué à faire connaître en France au XIXe siècle.

## Biographie

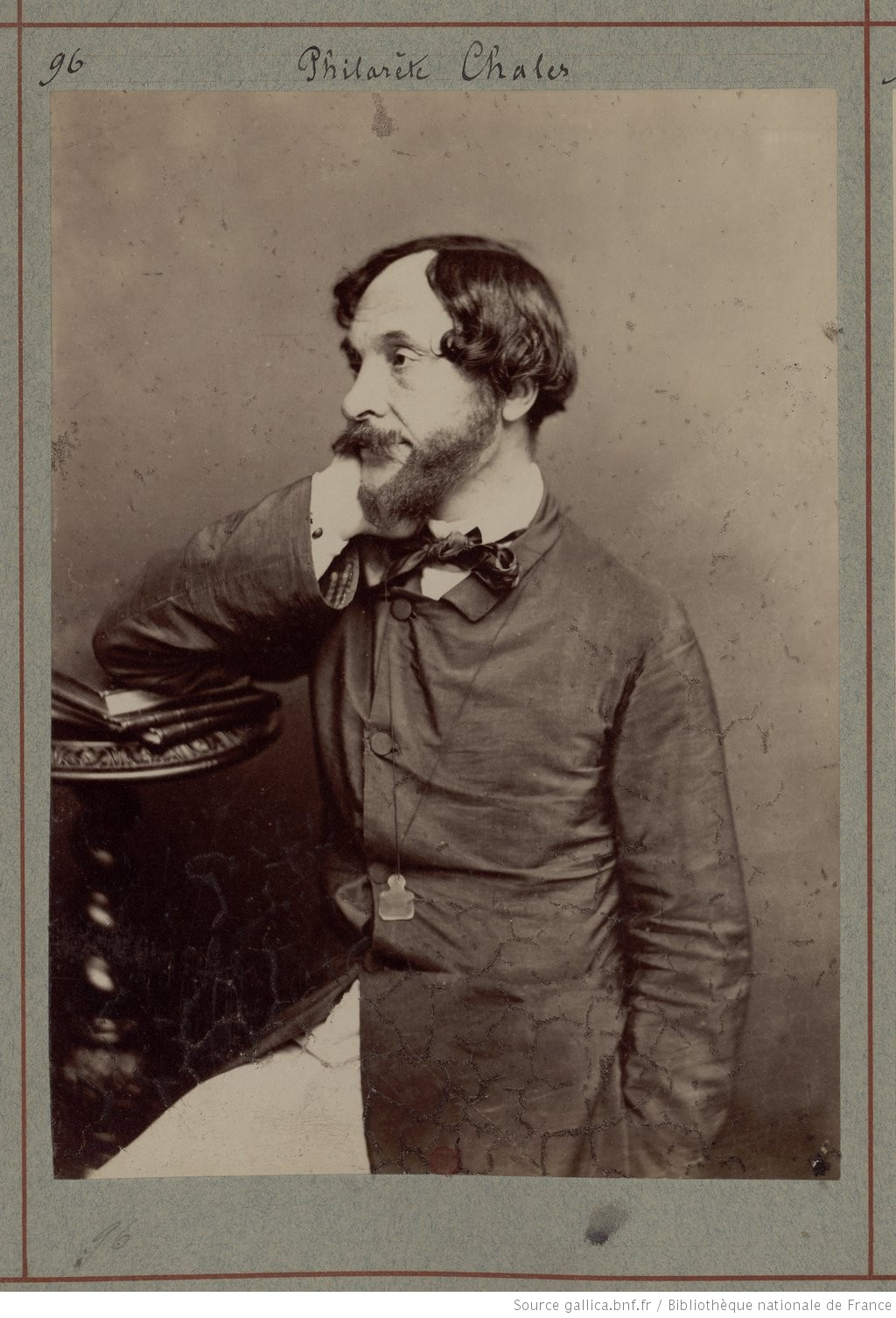
Philarète Chasles par Nadar

Fils de Pierre Jacques Michel Chasles, partisan déterminé des idées révolutionnaires, député à la Convention et commissaire près les armées sous la première République, Chasles fut élevé d’après les principes de Jean-Jacques Rousseau. Après avoir passé une partie de son enfance au Prytanée national militaire où il est bercé par le culte napoléonien, il fut, à l’âge de quinze ans, mis en apprentissage chez un vieux jacobin qui exerçait la profession d’imprimeur, et qui fut arrêté, avec son élève, comme prévenu de complot contre la Restauration. Mis en liberté sur les instances de Chateaubriand et en vertu d'un non-lieu, il passa en Angleterre, où il exerça diverses professions dont celle d’imprimeur, pour diriger pendant sept ans, dans l’imprimerie de Valpy (en), la réimpression des classiques grecs et latins. Il découvrira également, dans ce pays, la culture britannique, pour laquelle il se prendra de passion.
Rentré en France en 1818, il devient secrétaire d’Étienne de Jouy. En 1827, il partage avec Saint-Marc Girardin le prix, délivré par l'Académie française, d'éloquence pour le meilleur travail sur la marche et les progrès de la langue et la littérature française depuis le commencement du XVIe siècle jusqu'en 1610. Attaché au Journal des débats, il publie également des critiques littéraires dans différentes revues, parmi lesquelles notamment la Revue des Deux Mondes et la Revue britannique. Il apporta son concours au Bulletin du Bibliophile, que le libraire-éditeur Joseph Techener avait fondé avec Charles Nodier en 1834.
En 1837, il fut nommé conservateur à la bibliothèque Mazarine, poste qu’il conservera jusqu’à sa mort. En 1840, il prit le grade de docteur ès lettres, après avoir, dit-on, acquis tout d’un trait, par autorisation spéciale, et comme d’un seul examen, les grades de bachelier et de licencié. En 1841, la chaire de langues et littératures d’origine germanique et de la chaire de langues et littératures étrangères de l’Europe moderne, qui lui fut confiée par le Collège de France et qu’il occupa jusqu’à sa mort, lui permit de faire mieux connaître la littérature britannique au public français.
Philarète Chasles a publié un assez grand nombre de volumes, qui tous, ou peu s’en faut, sont des recueils d’articles et de dissertations auxquels il a donné le nom général d’Études de littérature comparée. Selon le Polybiblion, doué des qualités les plus brillantes de l’écrivain, de l’érudit et du professeur, il les a malheureusement gâtées et gaspillées. L’extravagance de ses allures et l’affectation d’une excentricité de mauvais gout avaient enlevé tout sérieux à son caractère et à sa renommée. L’éducation à la Jean-Jacques, s’il en faut juger par lui, est en effet jugée. S’il y a beaucoup à laisser dans ses études, il y a dedans beaucoup à prendre grâce au fond de talent critique, d’études solides et sérieuses, dont on retrouve quelque chose jusque dans ses moindres travaux.
Lors d’un voyage à Venise en juillet 1873, Chasles se promenait, le 17 au soir, en gondole, encore plein de santé et de vie. Il devait repartir pour Paris le 19 lorsque, vers minuit, il fut saisi des premières atteintes du choléra qui l’emporta en l’espace de quatorze heures. Après une première phase de crises violentes, il s’éteignit doucement et sans douleurs à l’âge de 74 ans, et fut inhumé, au cimetière Saint-Chéron de Chartres, dans un tombeau de famille.
Philarète Chasles était chevalier de la Légion d’honneur depuis le 30 août 1838. 

### Mariage et descendance
Il épouse en premières noces à Paris le 30 juillet 1836 Clémence de Puibusque, baronne de Presles (1796-1857), dont est issu le philologue Émile Chasles.
Il épouse en secondes noces à Paris le 29 novembre 1865 Maria Moreau du Breuil (1818-1885), veuve d'Auguste Romieu (1800-1855).

### Hommages
Une rue de la ville de Mainvilliers (Eure-et-Loir) et de la ville de Lucé (Eure-et-Loir) ont reçu son nom.

### Papiers personnels
La Bibliothèque historique de la ville de Paris possède, grâce à une donation de 1991, ses papiers personnels, composés notamment de manuscrits de jeunesse, journaux intimes ou encore correspondances.

## Principales publications

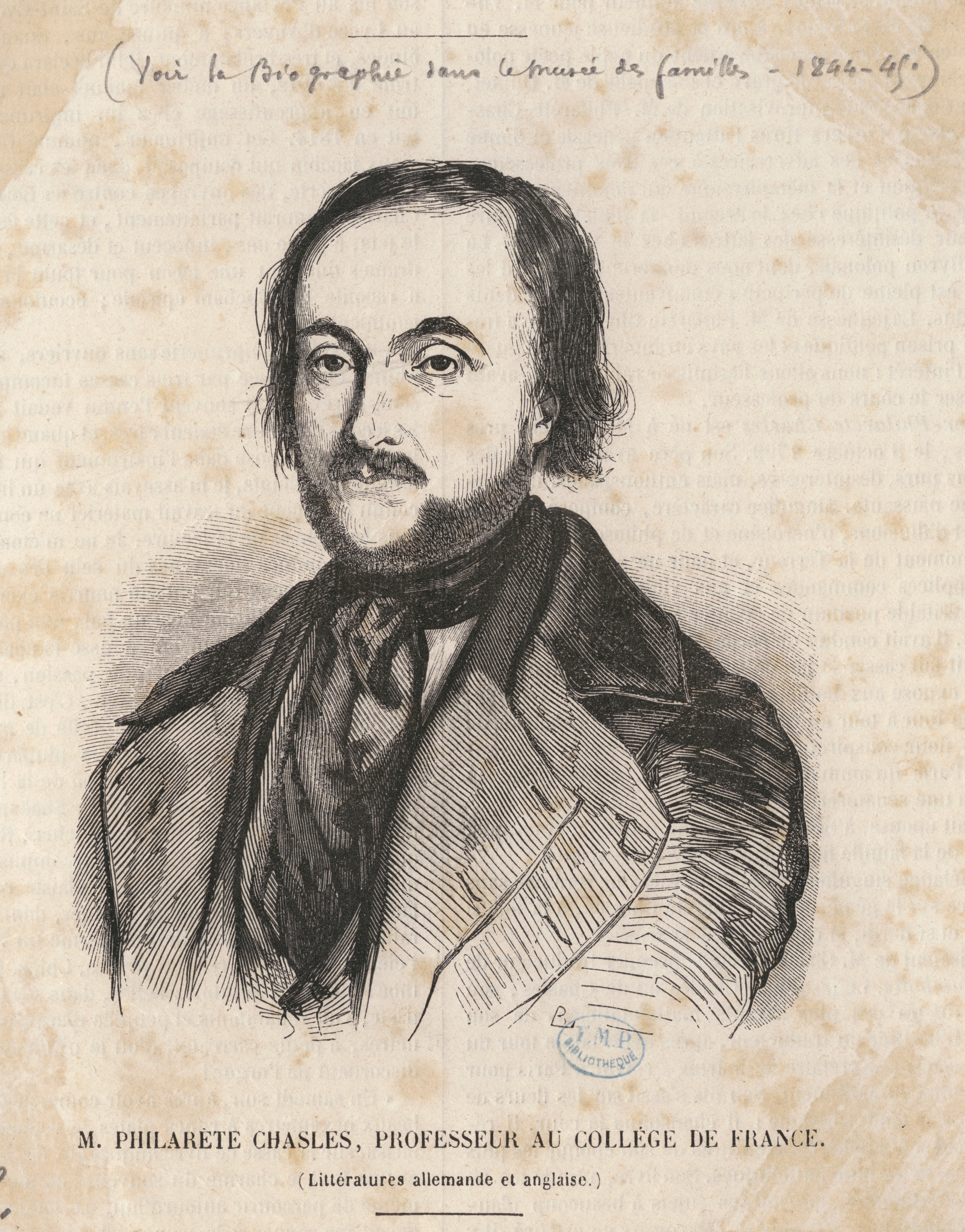
Philarète Chasles, professeur au collège de France (Littératures allemande et anglaise), avant 1844.

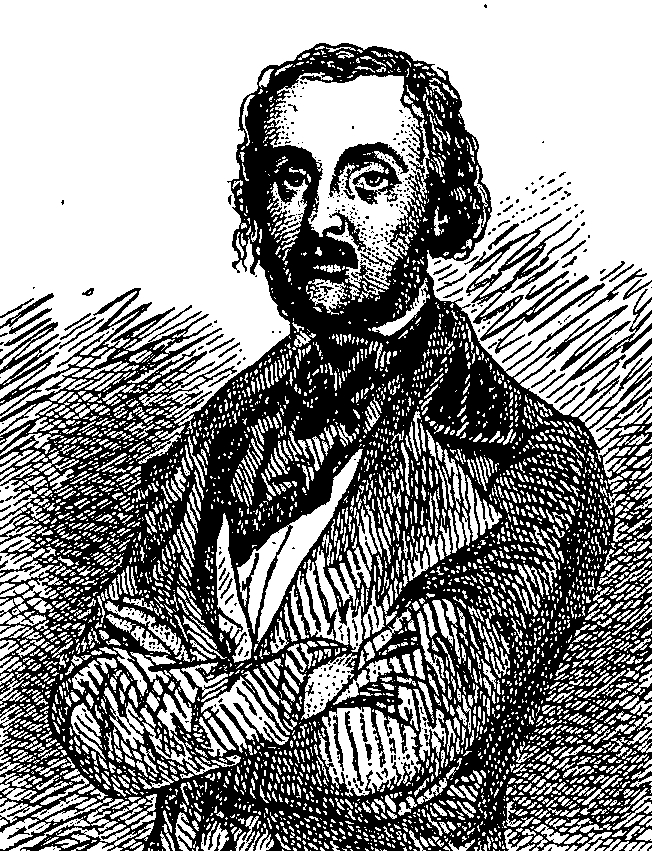
Portrait de Philarète Chasles dans Philarète Chasles d’Eugène de Mirecourt, 1857.

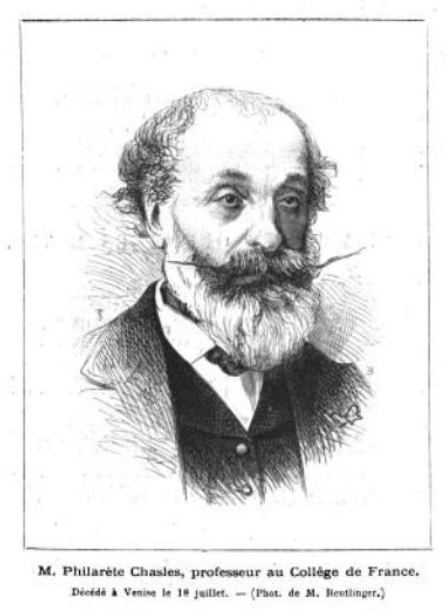
Philarète Chasles portrait d'après une photo de Hentlinger, Le monde illustré, 1873.

### Études littéraires et historiques
- Caractères et paysages, Paris, Mame-Delaunay, 1833.
- Révolution d’Angleterre. Charles Ier, sa cour, son peuple et son Parlement, 1630 à 1660, histoire anecdotique et pittoresque du mouvement social et de la guerre civile en Angleterre, au dix-septième siècle, Paris, Ve Louis Janet, 1844.
- Le Dix-huitième siècle en Angleterre, 2 vol., Paris, Amyot, 1846.
- Études sur l’antiquité, précédées d’un essai sur les phases de l’histoire littéraire et sur les influences intellectuelles des races, Paris, Amyot, 1847.
- Études sur les premiers temps du christianisme et sur le moyen âge, Paris, Amyot, 1847.
- Olivier Cromwell, sa vie privée, ses discours publics, sa correspondance particulière, précédés d’un examen historique des biographes et historiens d’Olivier Cromwell, Paris, Amyot, 1847.
- Études sur l’Espagne et sur les influences de la littérature espagnole en France et en Italie, Paris, 1847 (lire en ligne)Réédition : Slatkine, Genève, 1973.
- Études sur la littérature et les mœurs de l’Angleterre au XIXe siècle, Paris, Amyot, 1850. Réédition : Slatkine, Genève, 1973.
- Études sur les hommes et les mœurs au XIXe siècle. Portraits contemporains, scènes de voyage, souvenirs de jeunesse, Paris, Amyot, 1850.
- Études sur la littérature et les mœurs des Anglo-américains au XIXe siècle, 1851.
- Études sur W. Shakespeare, Marie Stuart et l’Arétin. Le drame, les mœurs et la religion au XVIe siècle, Paris, Amyot, 1852.
- Études sur l’Allemagne ancienne et moderne, Paris, Amyot, 1854. Réédition : Slatkine, Genève, 1973.
- Mœurs et voyages : ou Récits du monde nouveau, Paris, Eugène Didier, 1855 (lire en ligne).
- Scènes des camps et des bivouacs hongrois pendant la campagne de 1848-1849. Extraits des mémoires d’un officier autrichien, Paris, Eugène Didier, 1855.
- Souvenirs d’un médecin. Le Médecin des pauvres, d’après Samuel Warren (écrivain), Kingsby, Mayhew. Précédé d’un coup d’œil sur le paupérisme, la charité et les institutions charitables en Angleterre, Paris, Librairie Nouvelle, 1855.
- Le Vieux Médecin, pour faire suite aux Souvenirs d’un médecin, d’après Samuel Warren (écrivain), Crabbe, Grattan, etc. Paris A. Bourdilliat, 1859.
- Études sur l’Allemagne au XIXe siècle, Paris, Amyot, 1861.
- Virginie de Leyva ou intérieur d’un couvent de femmes en Italie au commencement du dix-septième siècle, Paris, Poulet-Malassis et de Broise, 1861.
- Galileo Galilei : sa vie, son procès et ses contemporains, d’après les documents originaux, Paris, Poulet-Malassis, 1862 (lire en ligne).
- Voyages d’un critique à travers la vie et les livres, Paris, Didier, 1865-1868, 2 vol. (lire en ligne).Texte en ligne 1 2
- Voyages, philosophie et beaux-arts, Paris, Amyot, 1866 (lire en ligne).
- Questions du temps et problèmes d’autrefois. Pensées sur l’histoire, la vie sociale, la littérature. Cours du collège de France, 1841-1867, Paris, G. Baillière, 1867.
- Études contemporaines. Théâtre, musique et voyages, Paris, Amyot, 1867.
- Encore sur les contemporains, leurs œuvres et leurs mœurs, Paris, Amyot, 1869 (lire en ligne).
- La Psychologie sociale des nouveaux peuples, Paris, G. Charpentier, 1875 (lire en ligne).
- Études sur le seizième siècle en France, précédées d’une Histoire de la littérature et de la langue française de 1470 à 1610, et suivies d’une Chronologie de l’histoire littéraire et de l’histoire des arts de 1451 à 1610, Paris, G. Charpentier, 1876.
- La France, l’Espagne et l’Italie au XVIIe siècle, Paris, G. Charpentier, 1877.

### Varia
- Le Père et la fille, avec Félix Bodin, Paris, Lecointe et Durey, 1824.
- La Fiancée de Bénarès, nuits indiennes, Paris, U. Canel, 1825.
- Quatorze ans et l’amour, ou la Danseuse et le peintre, 2 vol., Paris, Peytieux, 1829.
- Contes bruns (avec Honoré de Balzac et Charles Rabou, Paris, U. Canel ; A. Guyot, 1832.
- La Fille du marchand, fragment de la vie privée, imité de l’anglais, Paris Eugène Didier, 1855.
- Mémoires, 2 vol., Paris, Charpentier, 1876-1877. Réédition : Slatkine, Genève, 1973. Texte en ligne 1 2

### Traductions
- Jeremy Bentham, Essais de Jérémie Bentham sur la situation politique de l’Espagne, sur la constitution et sur le nouveau code espagnol, sur la constitution du Portugal, etc., traduits de l’anglais, précédés d’observations sur la révolution de la péninsule et suivis d’une traduction nouvelle de la Constitution des Cortès, 1823.
- Franklin James Didier, Lettres d’un voyageur américain, ou Observations morales, politiques et littéraires sur l’état de la France… : en 1815, 1816, 1817 et 1818, Paris, Pillet, 1823 (lire en ligne).
- Jean Paul : Œuvres, 2 vol., 1834-1835 Texte en ligne 1 2
- William Shakespeare, Richard III, Roméo et Juliette et le Marchand de Venise (en collaboration avec Philippe Lebas et Édouard Mennechet, 1836.
- Hepworth Dixon, La Nouvelle Amérique, 1869.
- Ben Jonson, Épicène ou la femme silencieuse, comédie en cinq actes, [s. d.]